# Hakan Reçber
Hakan Reçber (17 agosto 1999) è un taekwondoka turco.

## Palmarès
- Giochi olimpici

Tokyo 2020: bronzo nei 68 kg.
- Mondiali

Baku 2023: oro nei 63 kg.
- Europei

Kazan' 2018: argento nei 63 kg.
Sofia 2021: oro nei 63 kg.
Manchester 2022: oro nei 63 kg.
Belgrado 2024: argento nei 63 kg.
- Giochi del Mediterraneo

Tarragona 2018: bronzo nei 68 kg.
Oran 2022: argento nei 68 kg.